# San Maurizio Canavese
San Maurizio Canavese (piemontesisch San Morissi) ist eine Gemeinde in der italienischen Metropolitanstadt Turin (TO), Region Piemont.

## Lage und Einwohner
San Maurizio Canavese liegt rund 20 km nördlich von Turin. Das Gemeindegebiet umfasst eine Fläche von 17 km² und hat 10.257 Einwohner (Stand 31. Dezember 2023). Die Gemeinde besteht aus den Ortsteilen Ceretta und Malanghero. 
Die Nachbargemeinden sind San Carlo Canavese, San Francesco al Campo, Cirié, Leinì, Robassomero und Caselle Torinese.

## Geschichte

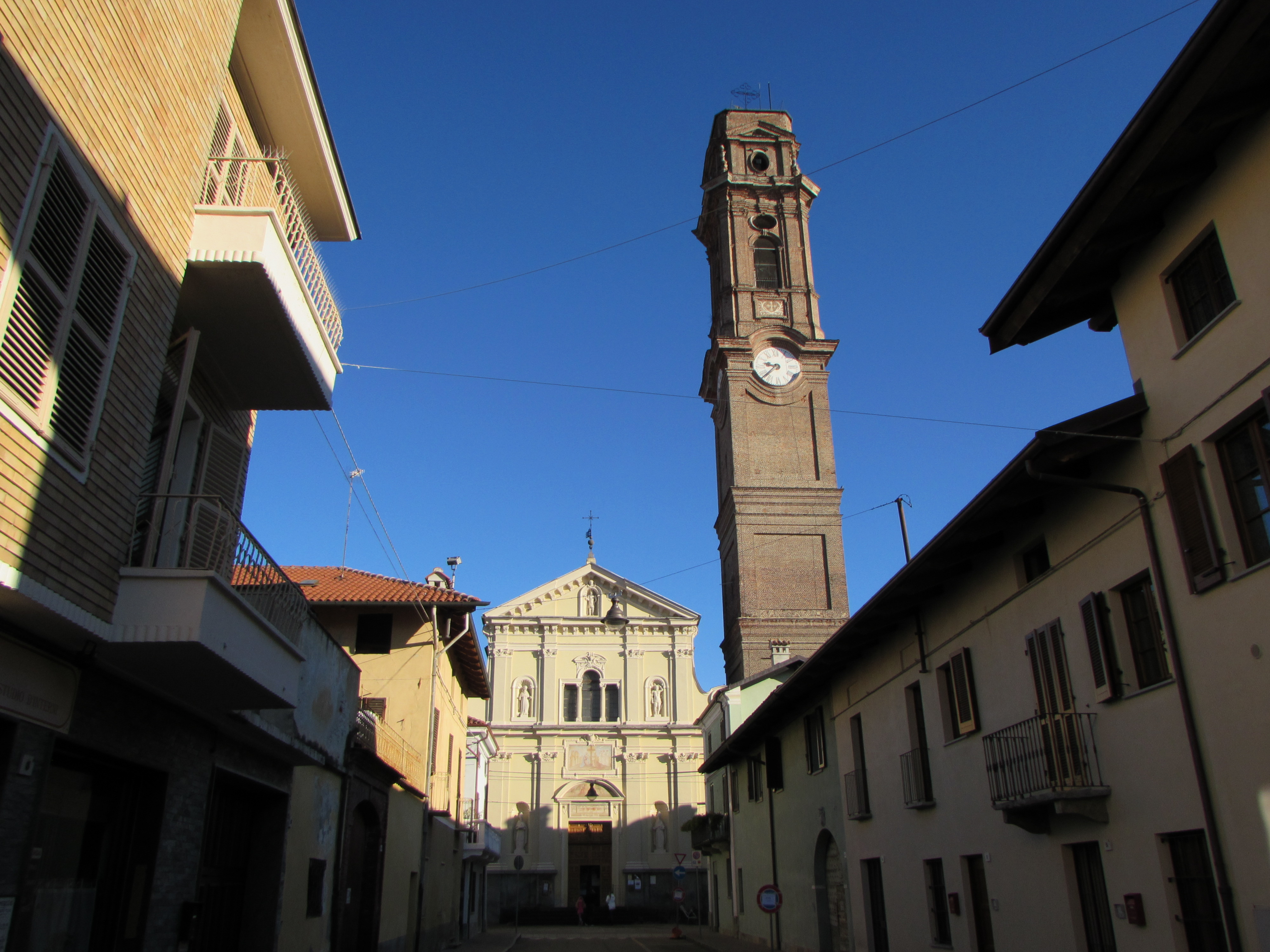
Kirche San Maurizio

Das antike Gebiet von San Maurizio Canavese war viel größer als das heutige, das die durch den Lauf der Stura im Süden begrenzten Gebiete und die gesamte Vauda di San Francesco im Norden umfasste. Ende des 18. Jahrhunderts wurde La Vauda dann eine eigenständige Gemeinde mit dem Namen San Francesco al Campo.

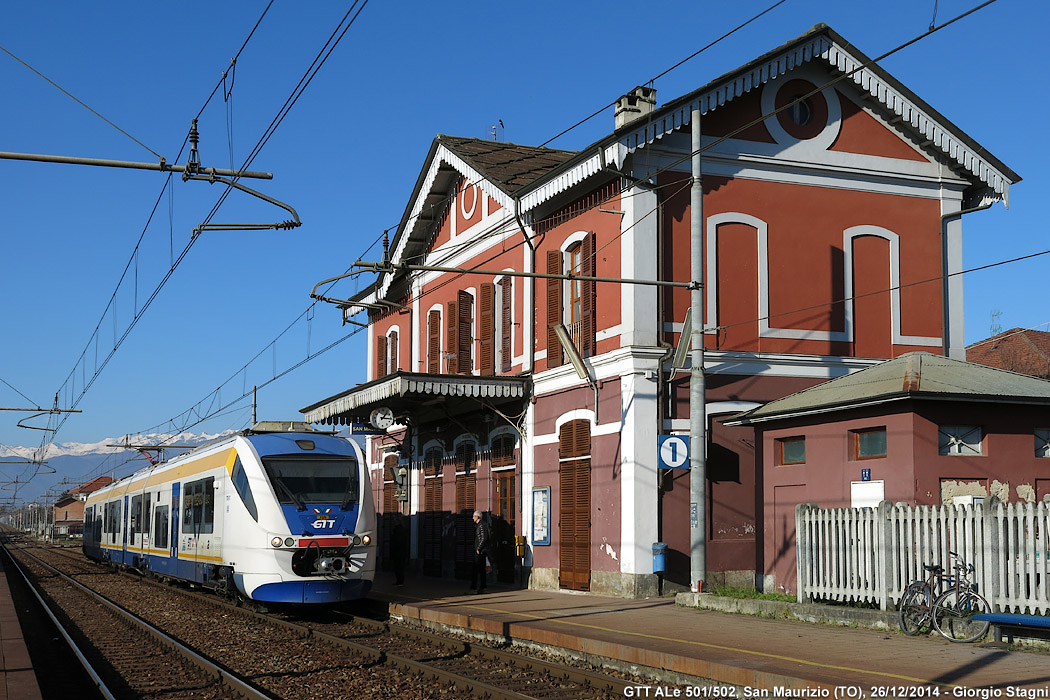
Bahnhof

In der vorrömischen Antike war das Gebiet wahrscheinlich von keltisch-ligurischen Stämmen bewohnt; Einige in der Stadt gefundene Funde stammen aus der spätrömischen Zeit (große Kachel, Fragment eines Grabsteins), und der Ortsname „Stefanico“ weist auf den Empfänger des auf dieser Seite der Stura zu bewirtschaftenden Landes hin. Später wurde der bewohnte Kern manchmal als „Lifiniasco“ bezeichnet, aber bereits im ersten Jahrhundert nach dem Jahr 1000 ist der Name „vicus de Sancto Mauritio“ in Dokumenten zu lesen, da die Kapelle der Burg dem Anführer der Burg gewidmet war Thebanische Legion.
Ende des 13. Jahrhunderts befand sich der zur Kastellanei Cirié gehörende Ort im Besitz des Markgrafen von Monferrato und ging dann endgültig an die Familie Savoyen über.
An das 14. Jahrhundert erinnern uns einige wichtige Ereignisse, wie die Erteilung der Statuten, der Bau der „Bealere“, der Mühlen, der Papierschläger und der Gerbereien. Für das Dorf San Maurizio ist das Datum 1335 von grundlegender Bedeutung, das Jahr, in dem die Marquise Margherita von Savoyen der Gemeinschaft das für die Gründung der neuen Stadt notwendige Land überließ, das nicht weit von der alten entfernt, aber mit einer Festung ausgestattet war und Verteidigungsanlagen sind in der Lage, die Bewohner vor Angriffen und Plünderungen zu schützen.
Die Verlagerung der Aktivitäten in das neue Zentrum führte zum allmählichen Verschwinden des ursprünglichen Kerns und des Schlosses, das offenbar an die Pfarrkirche angrenzte. Diese übte bis 1813 weiterhin die Funktionen einer Pfarrei aus, doch immer häufiger wurden in der neuen Kirche, die von den Kompanien Santa Croce und Corpus Domini sowie von der Bevölkerung in Auftrag gegeben wurde, heilige Zeremonien gefeiert. Diese Kirche ist der derzeitige Sitz der Pfarrei San Maurizio Martire.
Der Anbau und die Verarbeitung von Hanf stellten ebenso wie der von Seide eine sinnvolle Möglichkeit dar, das magere Familieneinkommen zu integrieren; Sie wurden größtenteils von Frauen praktiziert und ermöglichten es ihnen, sich Kenntnisse über „industrielle“ Arbeiten anzueignen, die dann in den Baumwollspinnereien des frühen 20. Jahrhunderts Anwendung fanden.
Im Jahr 1869 wurde der Bahnhof „Ciriè-Lanzo“ an der Bahnstrecke Turin-Ceresin in Betrieb genommen und war für den Transport von Arbeitern sehr nützlich. Die Eisenbahn begünstigte die Entwicklung der Arbeitstätigkeit in den Tälern erheblich und die San Mauritianer passten sich auch dem „Pendeln“ an, hauptsächlich zu den Fabriken im Raum Turin.

## Kultur
Jeweils am zweiten Sonntag im April findet in San Maurizio der Dolce Fiore, ein Blumen- und Süßigkeitenmarkt, statt.

## Gemeindepartnerschaft
- General Cabrera